# Рудольф Балог
Ру́дольф Ба́лог (Балоґ, угор. Balogh Rudolf; нар. 1 вересня 1879, Будапешт — пом. 9 жовтня 1944, Будапешт) — угорський фотожурналіст, один із найвідоміших угорських фотографів.
Почав займатися фотографією в 14 років. Якийсь час вивчав фотографію у Відні, з 1902 року працював фотожурналістом у Будапешті. 1912 року Балог відкрив власну студію, хоча не дуже захоплювався портретною зйомкою. Популярність йому принесли фотографії нічного міста. Під час Першої світової війни як член роти військової фотокореспонденції він зробив понад 10 тисяч знімків.
Після війни Рудольф Балог повернувся до професії фотожурналіста. Теми для своїх репортажів він шукав у житті простого народу і природі Угорщини. Балог відомий як один із творців та найяскравіших представників так званого «Угорського стилю» у фотографії. Він писав про це так:
| Ліві лапки | Ми прагнемо до ясності й природності наших фотографій, нам набридли всі ці манірні живописні ефекти й містична напівтемрява студії. Ми втомилися від інтернаціональних міст ... ми на шляху до угорського села, до споконвічно угорської землі, аби в сонячному світі Угорщини знайти справжній предмет для угорської фотографії | Праві лапки |

Балог досяг вершини своєї кар'єри в 1930-х роках. Цей час відзначено зростанням інтересу до репортажної зйомки, а «Угорський стиль» Балога був популярним у всьому світі. 1938 року за дорученням журналу «National Geographic» він поїхав фотографувати Югославію. Його репортаж настільки сподобався головному редактору, що той запросив Балога працювати в журналі у США. Фотограф відмовився. 1944 року значну частину його творів було знищено під час бомбардування. Вцілілі фотографії зберігаються в Музеї угорської Фотографії, в інших музеях по всьому світу і в приватних колекціях.
1992 року було засновано найпрестижнішу угорську фотопремію, що носить ім'я Балога.